# Diemerpark
Der Diemerpark ist der größte Stadtpark von Amsterdam mit einer Grundfläche von circa 90 Hektar und ist damit etwa doppelt so groß wie der bekannte Vondelpark in der Amsterdamer Innenstadt. Der zwischen IJburg und dem Amsterdam-Rhein-Kanal liegende Diemerpark wurde 2004 geöffnet und bietet zahlreiche Erholungsmöglichkeiten für die Besucher.

## Geschichte
Im 12. Jahrhundert wurde der „Diemerzeedijk“ (deutsch: Diemerseedeich) gebaut um das umliegende Land gegen die Fluten der Zuiderzee zu beschützen. Allerdings kam es öfters zu Deichdurchbrüchen. 1932 veränderte der Abschlussdeich die Zuiderzee in einen Binnensee ohne die verheerenden früheren Überschwemmungen. Damit wurde das Gebiet rund des Binnensees zu einem Naturgebiet mit zahlreicher Vegetation und vielen Tierarten.

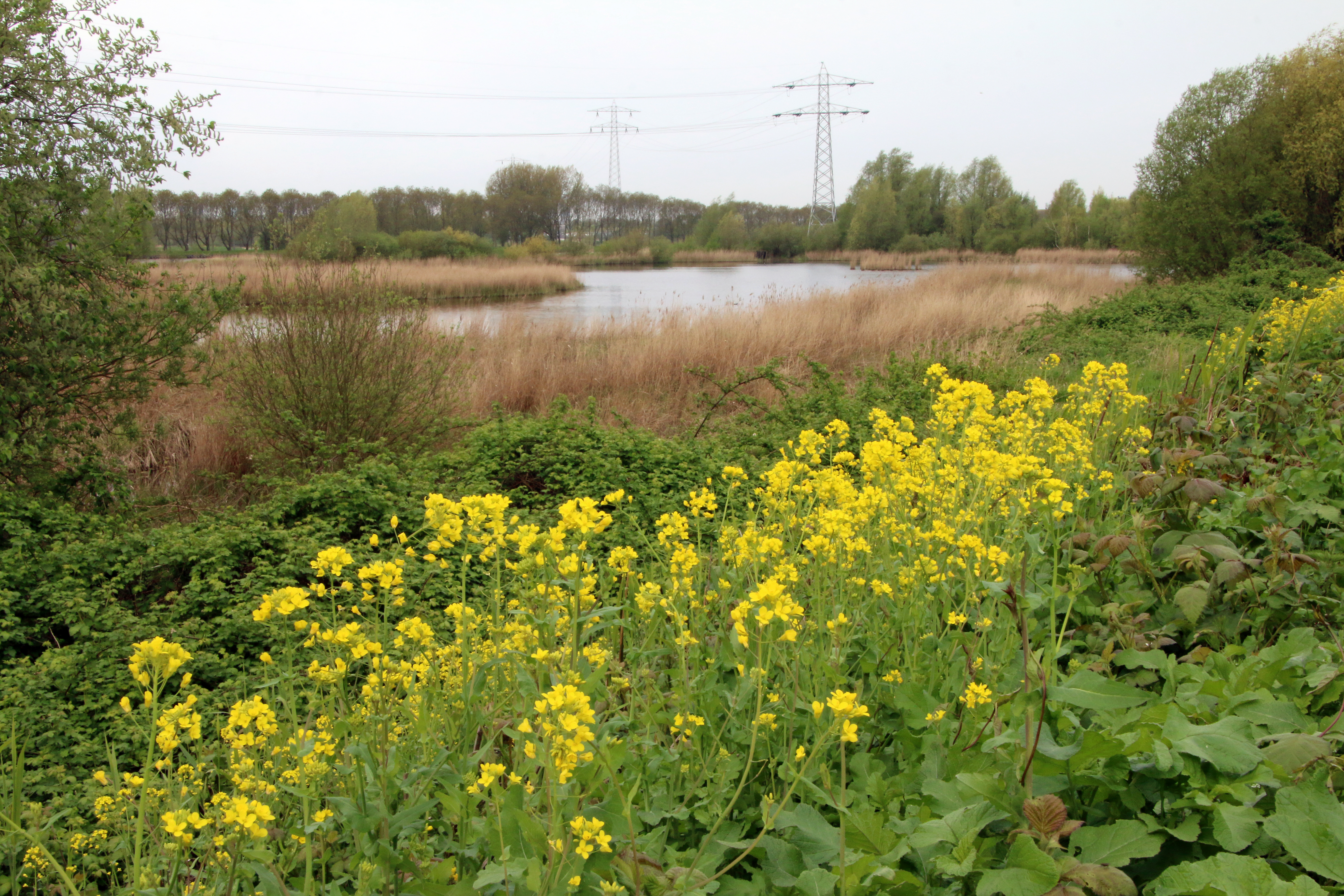
Der Diemerpark (2018)

In den 1960er und 1970er Jahren wurde das Gebiet des heutigen Natur- und Stadtparkes als Müllabladeplatz für Haushalts- und Chemieabfälle benutzt. Dadurch wurde der Diemerzeedijk einer der am meisten verunreinigten Plätze in den Niederlanden. Ab 1973 durften keine Abfälle mehr verbrannt werden und zehn Jahre später wurde die Müllhalde definitiv geschlossen. Von 1998 bis 2001 fand eine Bodensanierung statt. 2004 wurde der Park für die Besucher geöffnet. Der chemische Abfall wurde jahrelang illegal abgeladen. Die Gemeinde Amsterdam konnte einer gerichtlichen Verfolgung in einem Vergleichsverfahren (niederländisch: „schikking“) aus dem Weg gehen, indem sie 100.000 Euro an den niederländischen Staat zahlte.
Die einstige Mülldeponie wurde mit Zement, einer Plastikfolie und darüber einer Abdichtung von „Trisoplast“ isoliert. Das austretende Sickerwasser wird ständig aus zahlreichen Brunnen abgepumpt und gereinigt. Auf dieser Grundlage wurde der Diemerpark angelegt. Bei den Eingängen zum Park werden die Besucher darauf aufmerksam gemacht, dass für das Benutzen des Naturparks einige Beschränkungen gelten: weder durch Menschen noch durch Hunde darf auf dem Gelände gegraben werden (Graven, zowel door mensen als honden is niet toegestaan), das Anbringen von Pfählen oder Zeltpflöcken ist verboten und Hunde müssen an der Leine gehalten werden. Nach Angaben der Gemeinde Amsterdam ist das Grundwasser nicht verseucht und deshalb ungefährlich für Bäume und Pflanzen. Allerdings werden die Bäume nicht höher als fünf Meter. Der südöstliche Teil des Parkes ist großenteils unzugänglich für Besucher, da er aus Sumpf besteht. Mittlerweile befinden sich eine große Anzahl Tiere in dem Naturgelände, rund 200 Vogelarten, Ringelnattern, Spitzmäuse, Nachtigallen, Blaukehlchen, Eisvögel und andere. Darüber hinaus wurden etwa 200 Pflanzensorten gezählt und im Naturpark kamen einige Säugetiere zurück, darunter Rehe, Fledermäuse und Hermeline. Reptilien wie die Ringelnatter sind für die Besucher ungefährlich.

## Veranstaltungen
Das sechste Theaterfestival fand am 6. September 2010 mit Straßen-, Musik-, Puppentheater und Tanzvorstellungen statt. Es gibt Sportmöglichkeiten, Wander- und Fahrradwege, ein kleiner Strand und Freilufttheater. Das letzte Festival fand am 9. September 2012 statt.